# Zapis

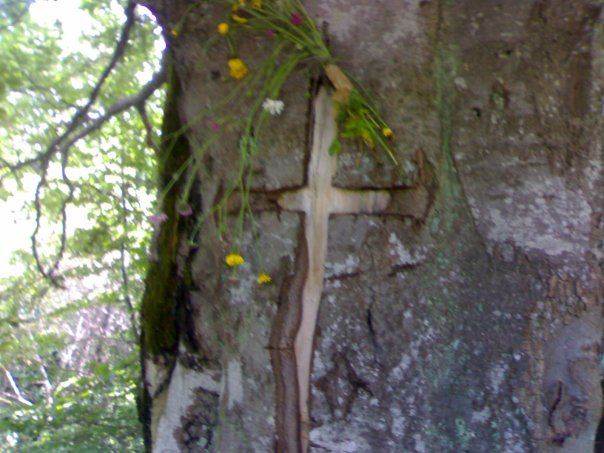
Une croix gravée sur le tronc d'un zapis, en l'occurrence un hêtre, près de Crna Trava, au sud-est de la Serbie.

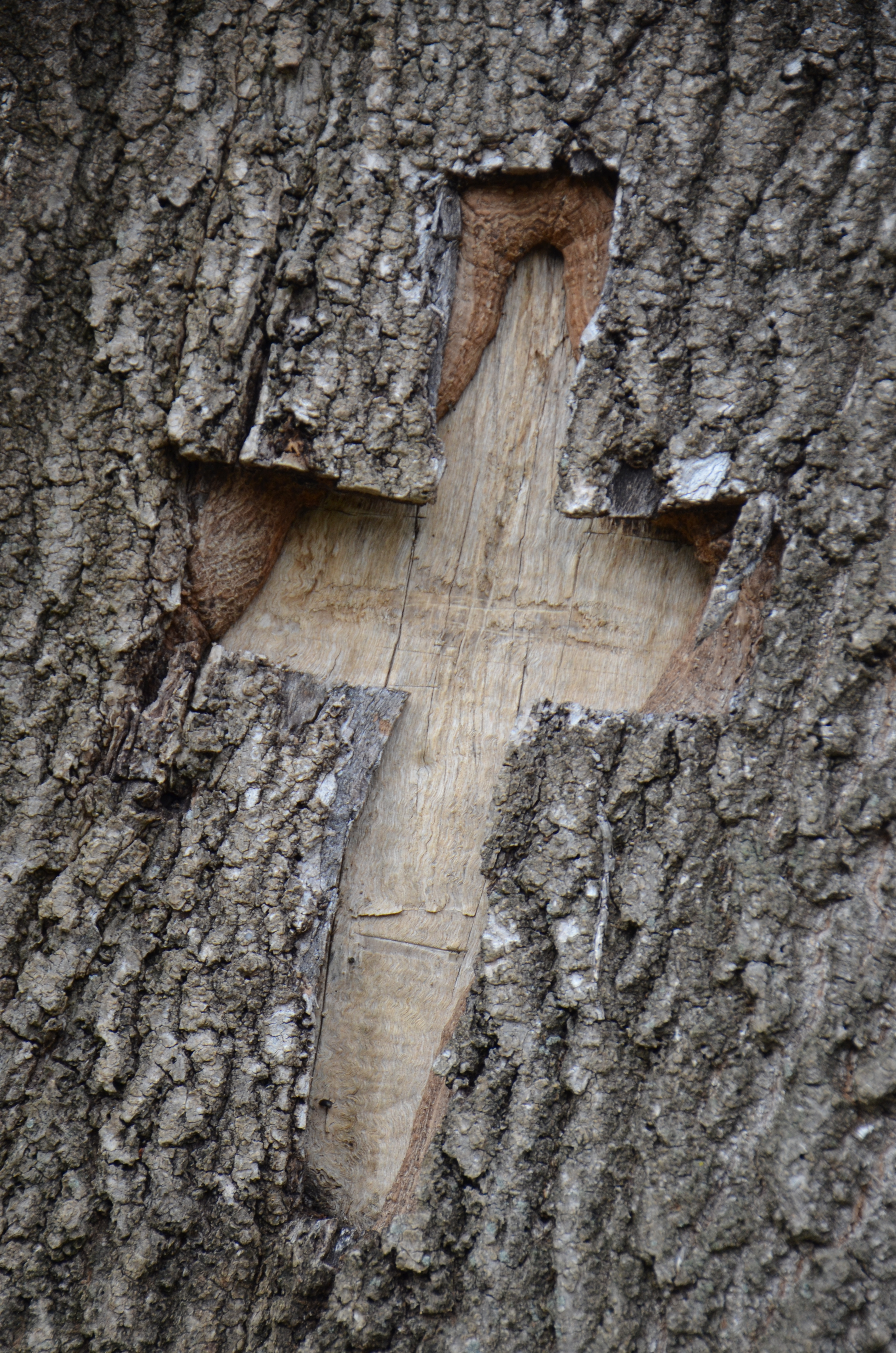
Un autre zapis à Resnik.

En Serbie, un zapis (en serbe cyrillique : запис, littéralement l'« inscription » ; au pluriel : записи/zapisi) est un arbre considéré comme sacré pour le village dans lequel il se trouve. 
Une croix est « inscrite » sur le tronc de chaque zapis. La plupart d'entre eux sont de grands chênes. Des prières sont adressées à Dieu sous leur feuillage et des services religieux peuvent aussi y être célébrés, notamment au moment des grandes fêtes du village, pour demander à Dieu sa protection contre les mauvaises conditions climatiques. Dans les localités dépourvues d'église, des cérémonies comme les mariages et les baptêmes pouvaient autrefois être célébrées sous l'arbre. La tradition populaire affirme qu'un grand malheur tomberait sur quiconque oserait abattre un zapis.
Selon l'ethnologue Veselin Čajkanović, les zapis constitue un héritage de la religion pré-chrétienne des Serbes, où ils servaient de temple.